# Гоахирски мишолики опосум
Гоахирски мишолики опосум (Marmosa xerophila) је врста сисара из породице опосума (Didelphidae) и истоименог реда (Didelphimorphia).

## Распрострањење
Врста је присутна у Венецуели и Колумбији на полуострву Гоахира и оближњим приобалним подручјима Венецуеле источно од овог полуострва.

## Станиште
Гоахирски мишолики опосум има станиште на копну.

## Угроженост
Ова врста се сматра рањивом у погледу угрожености врсте од изумирања.

### Популациони тренд
Популација ове врсте се смањује, судећи по расположивим подацима.